# Rathaus von Löwen
Das Stadhuis van Leuven / Rathaus von Löwen in Leuven, Belgien, ist ein markantes Gebäude am Großen Markt (Grote Markt) dieser Stadt. Es wurde zwischen 1439 und 1469 in der Spätgotik erbaut und ist für seine kunstvolle Architektur berühmt.

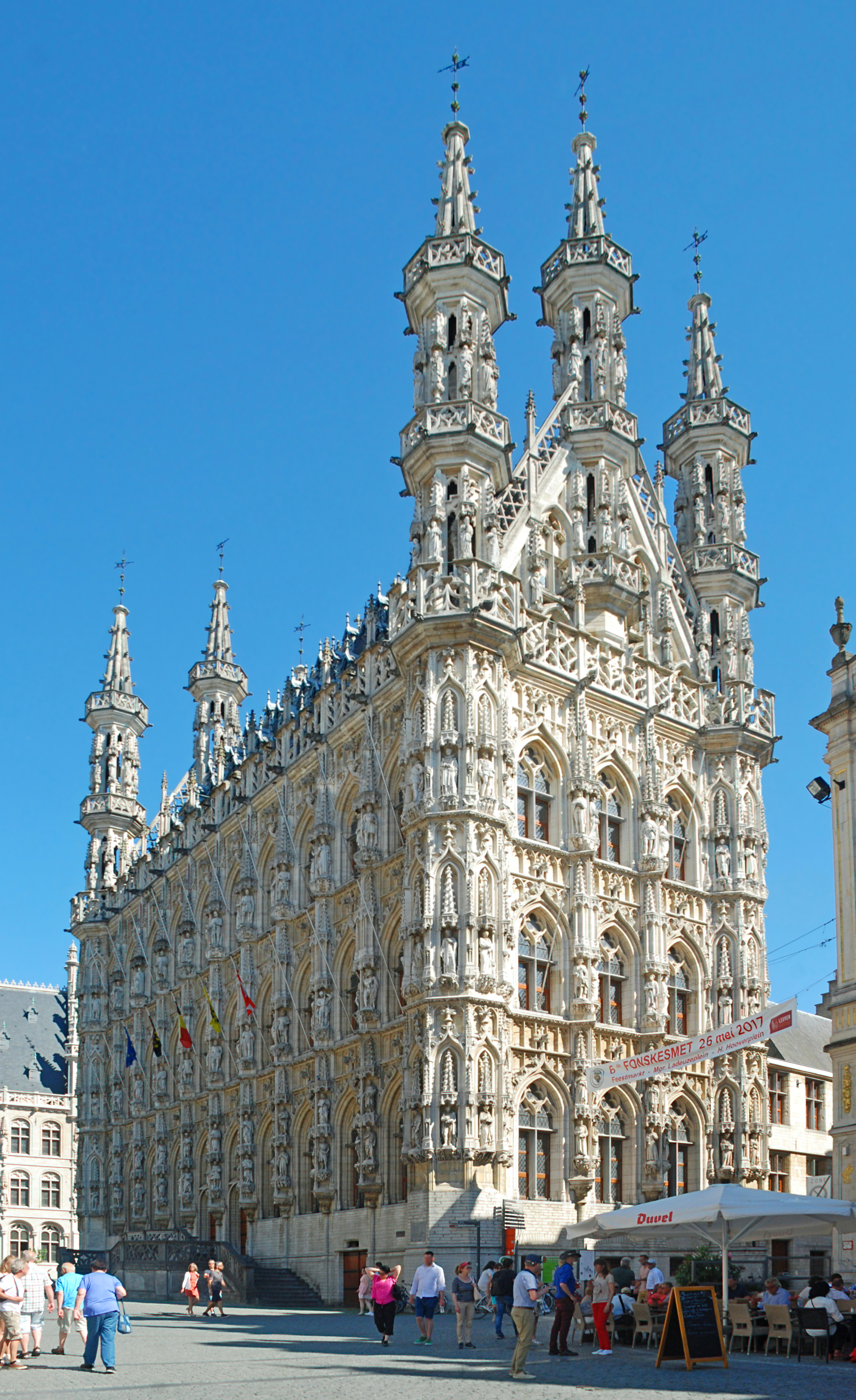
Das Stadhuis am Groten Markt

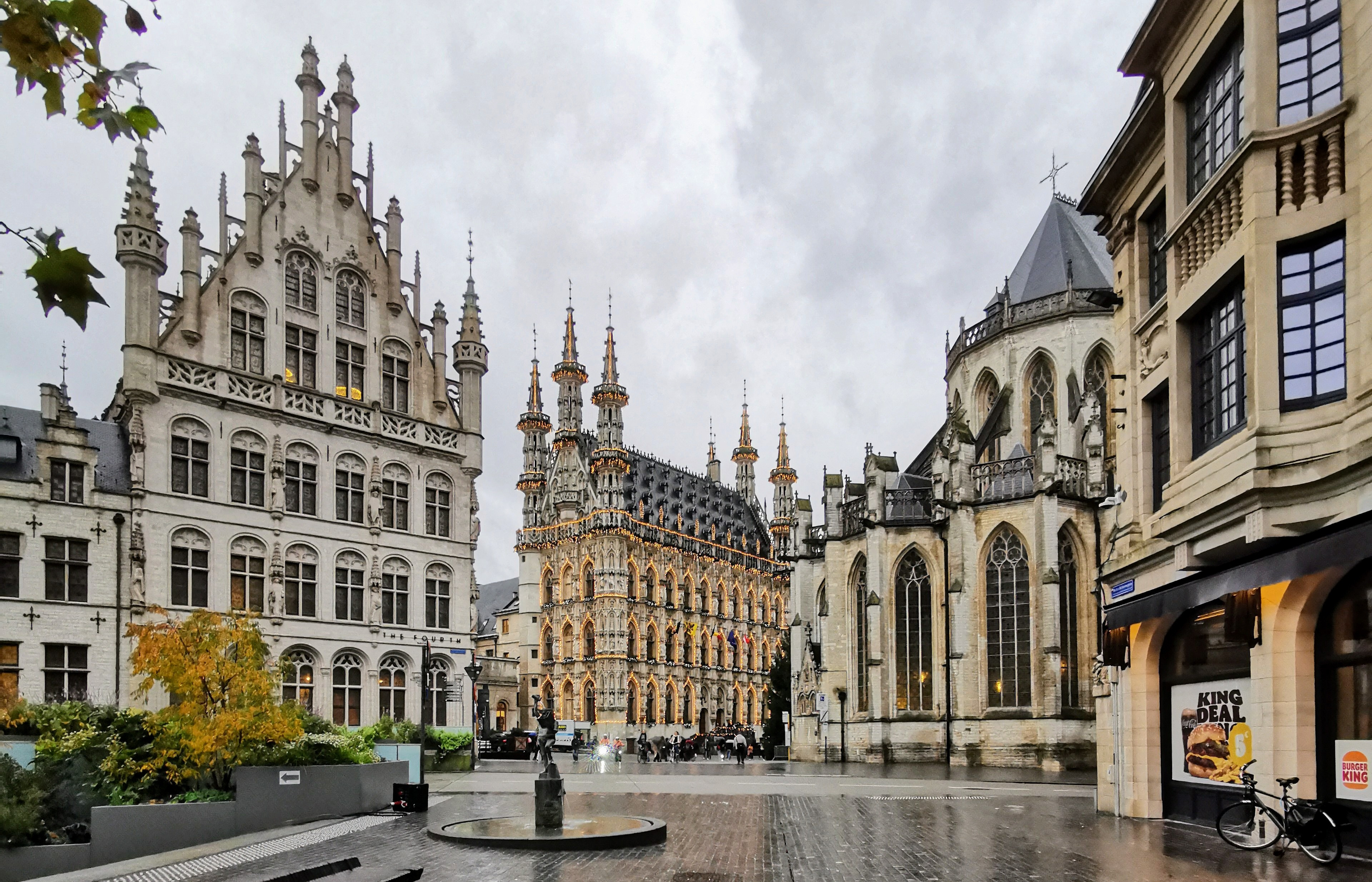
Das beleuchtete Rathaus und die Peterskirche

## Geschichte
Das Rathaus von Löwen wurde von 1439 bis 1469 unter der Leitung von Sulpitius van Vorst und Matheus de Layens erbaut. Das Rathaus steht am Großen Markt direkt gegenüber der Sint-Pieters-Kirche. Vorbild war ursprünglich das Brüsseler Rathaus gewesen, wie Quellen aus dem 15. Jahrhundert belegen; doch sollte der Bau das Vorbild noch an Figurenreichtum übertreffen. Die architektonischen Stilmittel entsprechen größtenteils den Kirchenbauten der Spätgotik.

## Das Gebäude
Das Löwener Rathaus weist – anders als viele Rathäuser der Zeit – keinen hohen Mittelturm auf, sondern hat an den vier Ecken der beiden Giebelseiten je einen schlanken, hochragenden Turm. Zudem werden auch die Giebel selbst von einer gleichartigen Turmspitze überragt, sodass der Bau insgesamt von sechs Türmen gekrönt erscheint. Die Fassaden sind vielfältig gegliedert: vertikal durch zehn Fensterachsen an der Traufseite und je drei Fensterachsen an den Giebelseiten, horizontal durch drei Etagen. Die Nischen für die zahlreichen Figuren entstammen bereits dem ursprünglichen Bau; ihre Konsolen zeigen biblische Szenen, die größtenteils das Thema Schuld und Strafe behandeln und den Betrachter zur Umkehr mahnen sollten. Die 236 Figuren in den Nischen selbst sind erst nach 1850 eingesetzt worden und zeigen ein für den Historismus des 19. Jahrhunderts typisches Bildprogramm, eine Art „Löwener Pantheon“: Die Statuen in der untersten Reihe repräsentieren Künstler, Gelehrte und sonstige bedeutende Persönlichkeiten der Löwener Stadtgeschichte, die Statuen der zweiten Reihe Patrone der Löwener Pfarreien sowie Personen, die sich für die städtische Freiheiten einsetzten; in der dritten Reihe sind die Grafen der Grafschaft Löwen und die Herzöge von Brabant zu sehen. In den Türmen stehen biblische Gestalten.

## Einrichtung

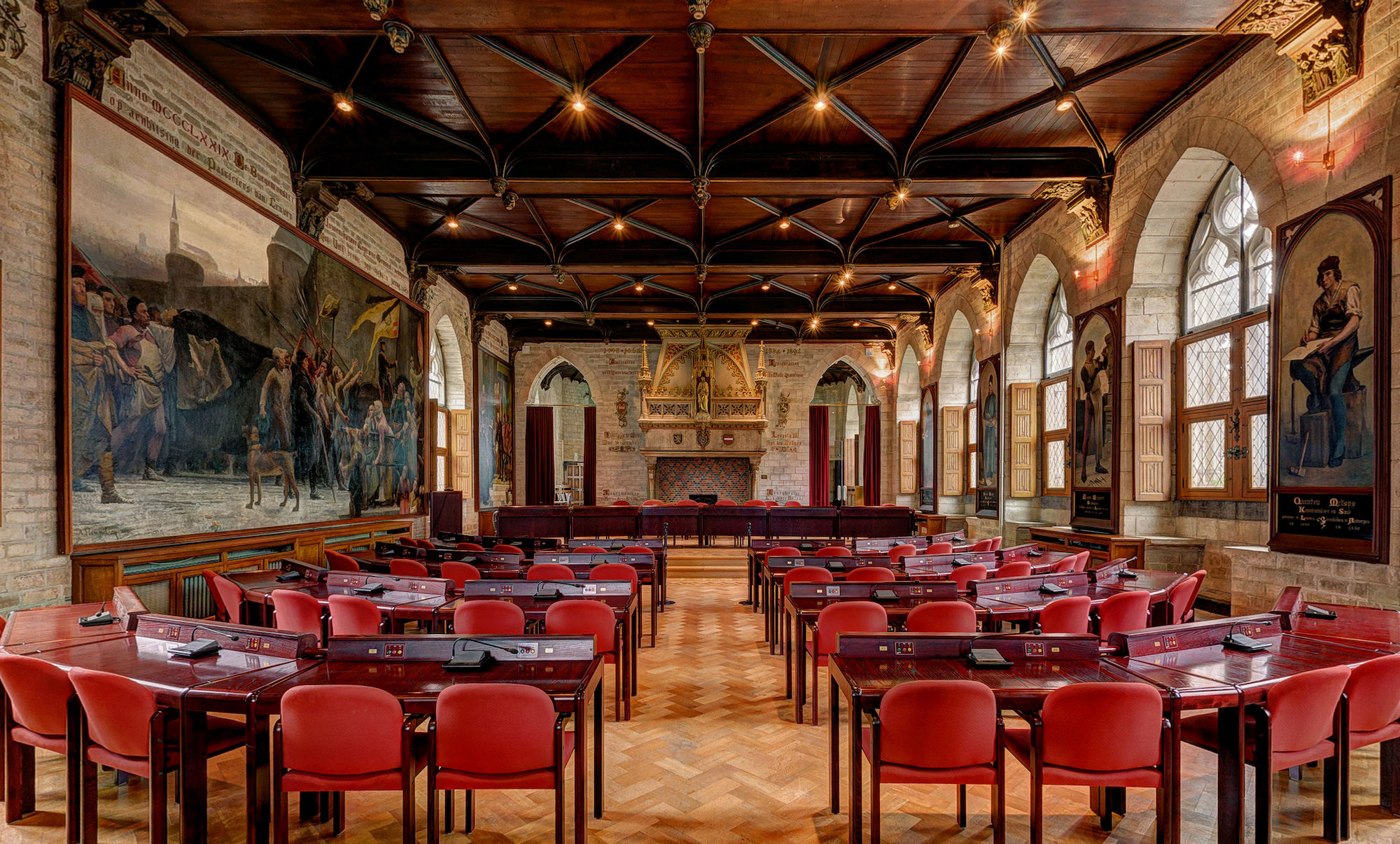
Ratssaal

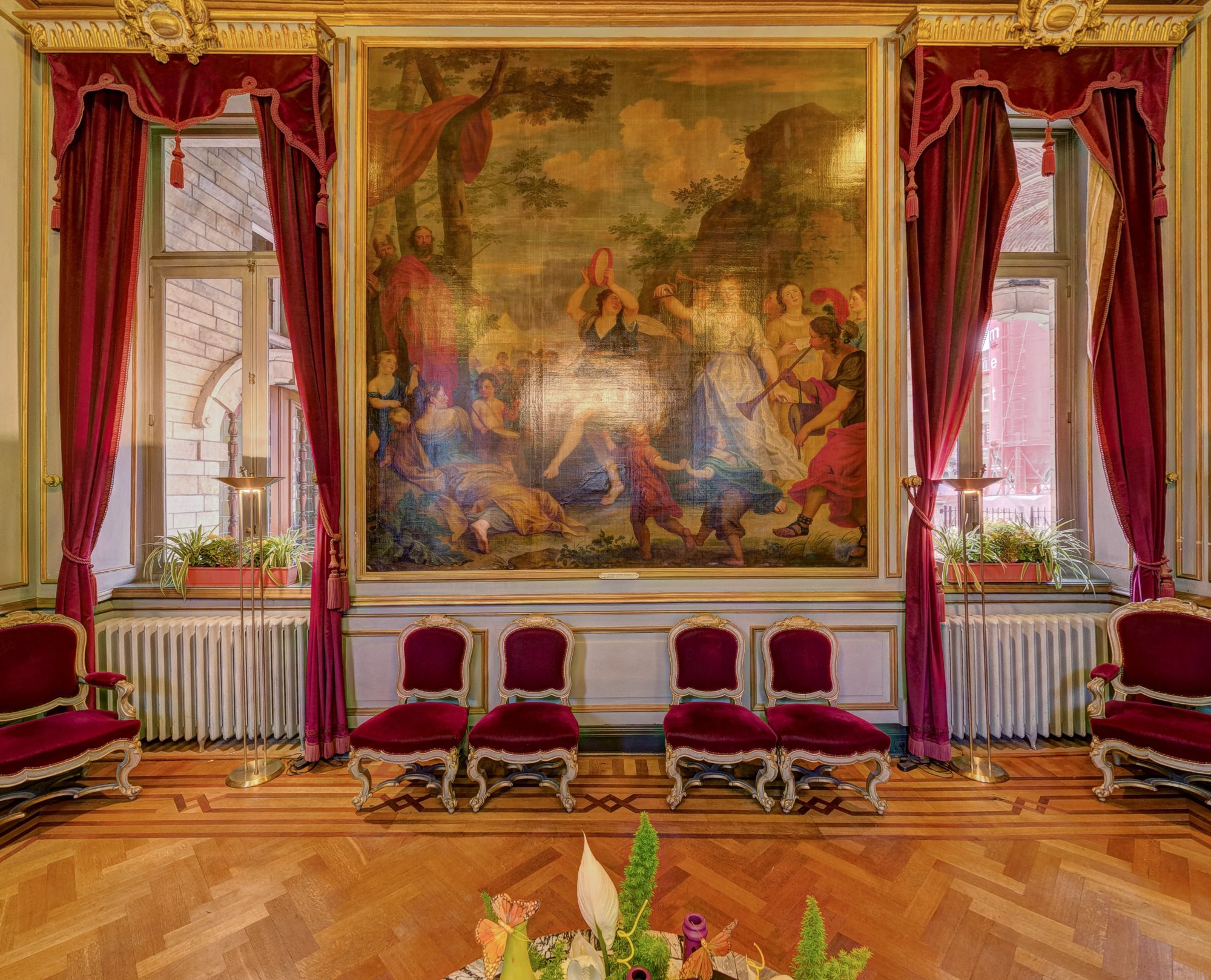
Trauzimmer

Im Inneren des Rathauses war die heutige Eingangshalle ursprünglich geradezu eine überdachte Fortsetzung des Großen Markts, gedacht als Treffpunkt der Einwohner. Heute dient sie als Raum für Empfänge und Feierlichkeiten, ausgestattet mit Skulpturen unter anderem von Constantin Meunier. Die Schnitzereien der Tragebalken von Willem Ards zeigen Szenen aus dem Alten Testament. Hinter der Eingangshalle folgen drei im 19. Jahrhundert eingerichtete Salons mit Gemälden von Otto Venius und Gaspar de Crayer. Im Obergeschoss befindet sich der Große Gotische Saal; seine Balkendecke mit ebenfalls von Willem Ards geschnitzten Szenen aus dem Neuen Testament stammt noch aus dem 15. Jahrhundert. Im 19. Jahrhundert wurde der Raum neogotisch umgebaut und von André Hennebicq mit Historienbildern aus der Stadtgeschichte ausgestattet. Heute dient er als Tagungsstätte des Stadtrats von Löwen und des Provinziallandtags von Flämisch-Brabant. Dahinter liegt der Kleine Gotische Saal mit seinem hölzernen gotischen Deckengewölbe.
Seitdem die Stadtverwaltung Ende 2009 ausgezogen sind, wird das Rathaus nur noch für Zeremonien und für Besichtigungen verwendet.
An der Seite des Rathauses befindet sich das touristische Informationsamt.

## Besuch des Rathauses
Einige Räume des Rathauses können einmal täglich in einer Führung besichtigt werden.